# Gabriela Senra
Gabriela Barbosa de Castro Senra e Soares Casé, conhecida atualmente como  Gabi Casé (Rio de Janeiro, 29 de maio de 1975), é uma atriz, modelo, apresentadora, produtora, jornalista e youtuber brasileira.
Foi a quarta e última atriz a interpretar a personagem Narizinho na primeira versão do Sítio do Picapau Amarelo da Rede Globo.
Atualmente Gabi Casé vive em Buenos Aires, Argentina, e possui, além de um canal sobre Buenos Aires no Youtube, um podcast chamado "Buenos Aires com Gabi Casé" na Amazon Music.

## Filmografia

### Televisão
| Ano         | Título                   | Papel          |
| ----------- | ------------------------ | -------------- |
| 2004        | Da Cor do Pecado         | Eva            |
| 1985 - 1986 | Sítio do Picapau Amarelo | Narizinho      |
| 1985        | Roque Santeiro           | Lulu (criança) |